# Farina di banane

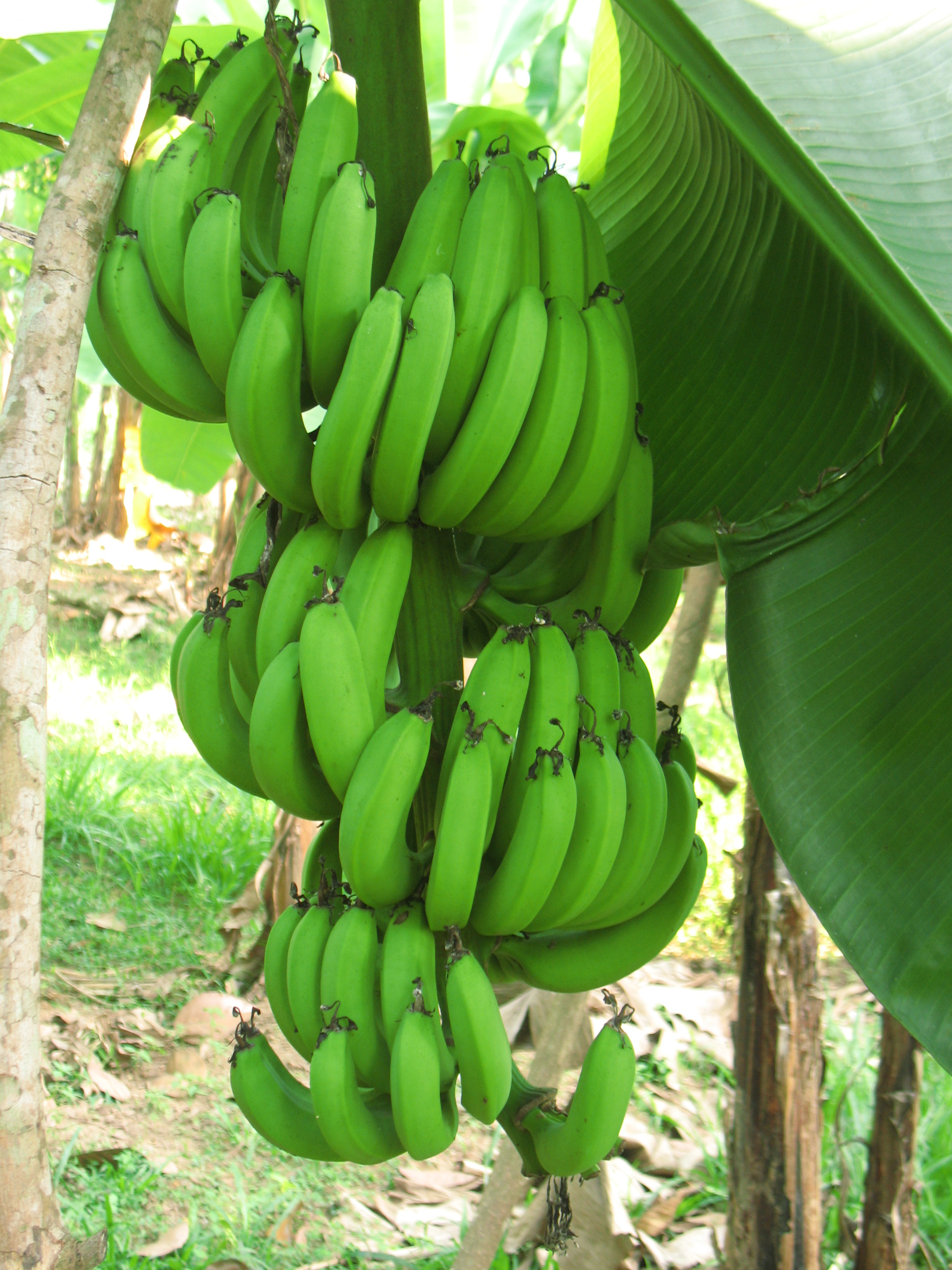
Banane verdi, materia prima per la produzione di farina di banane

La farina di banane è una polvere tradizionalmente fatta di banane verdi. Storicamente, la farina di banane è stata usata in Africa e Giamaica come alternativa più economica alla farina di frumento. Oggi è spesso utilizzata come sostituto senza glutine delle farine di frumento o come fonte di amido resistente, che è stato promosso da alcune tendenze alimentari come le diete paleo e primarie e da alcune recenti ricerche nutrizionali. La farina di banane, grazie all'uso di banane verdi, ha un sapore di banana molto delicato e, quando cotta, ha un sapore terroso e non quello tipico del frutto; ha anche una consistenza che ricorda le farine di grano tenero e richiede circa il 25% in meno di volume, il che la rende un buon sostituto della farina integrale e di quella bianca.

## Metodi di produzione
La farina di banane è generalmente prodotta con banane verdi che vengono pelate, tritate, essiccate e poi macinate. Questo processo può essere compiuto tradizionalmente a mano, con le banane essiccate al sole, essiccate in un forno, o in un essiccatoio per alimenti, poi macinate in un mortaio con un pestello o con un macinatore meccanico. Questo processo richiede 8-10 kg di banane verdi crude per produrre 1 kg di farina di banane. Negli ultimi anni, la produzione commerciale su larga scala è iniziata in Africa e Sud America con la stessa metodologia di base.
Il Cile ha sviluppato un metodo alternativo per la produzione di farina di banane utilizzando gli scarti di banane mature. Ricercatori cileni hanno sviluppato un processo che utilizza bucce di banane eccessivamente mature in modo da aggiungere fibre alimentari alle banane mature, che non hanno le proprietà dell’amido resistente delle banane verdi. Pur mancando di amido resistente, ci sono evidenti vantaggi rispetto alla polvere di banane verdi. La polvere di banane è fatta con puree di banane completamente mature essiccate e macinate, e quindi non contiene le fibra della farina di buccia di banana né l'amido resistente della farina di banane verdi.

## Utilizzi

### Utilizzo storico
Tradizionalmente, la farina di banane veniva prodotta come alternativa alla farina di frumento (a causa del suo prezzo alto) in varie parti dell'Africa e della Giamaica. Già nel 1900, la farina di banane veniva venduta in America Centrale con il marchio Musarina e commercializzata come benefica per chi soffre di problemi di stomaco e dolori di stomaco. Durante la prima guerra mondiale, il Dipartimento dell'agricoltura degli Stati Uniti d'America prese in considerazione i piani per produrre farina di banane come sostituto delle farine di frumento e di segale.

### Alternativa senza glutine
La farina di banane è stata importata o prodotta da aziende americane e australiane, da International Agriculture Group e Natural Evolution. Queste farine sono commercializzate come alternativa alle farine a base di grano per chi soffre di celiachia e per chi sceglie una dieta senza glutine. Sono commercializzate anche come testurizzanti con etichetta pulita e come fonte naturale di amido resistente. Grazie all'elevato contenuto di amido, la farina di banane ha ottime caratteristiche di cottura che le consentono di sostituire il grano e altre farine. Tuttavia, anche in prodotti cotti come la pasta, l'aggiunta di farina di banane ha aumentato il contenuto totale di amido resistente in quantità apprezzabili.

### Amido resistente
La farina di banane verdi ha guadagnato l'attenzione dei ricercatori nutrizionisti e dei dietisti come eccellente e utile fonte di amido resistente. L'amido resistente si riferisce all'amido che resiste alla digestione - non viene scomposto nell'intestino tenue, ma raggiunge l'intestino crasso, dove funziona come una fibra alimentare fermentabile. La farina di banane può avere un alto contenuto di amido resistente (>60%) o un basso contenuto di amido resistente (<10%), a seconda delle procedure di essiccazione dello specifico ingrediente. La farina di banane è spesso utilizzata cruda, ad esempio come ingrediente di frullati o barrette nutrizionali, perché la cottura può ridurre il contenuto di amido resistente.

### Produzione di alimenti per animali e colle
La farina di banane è utilizzata come mangime per animali in varie parti del mondo. In particolare è utilizzata come ingrediente nei sostituti del latte per i vitelli. Dynasty Banana Flour Manufacturing and Trading nelle Filippine e Taj Agro Products in India esportano farina di banane in tutto il mondo per l'uso nei mangimi per il bestiame (dove agisce come coagulante) e per l'uso nella produzione di colla, principalmente colla per compensato.

## Disponibilità
La farina di banane è tradizionalmente disponibile in Africa e in Sud America, sia di produzione tradizionale che commerciale. È stata introdotta come ingrediente commerciale in tutto il mondo da aziende come International Agriculture Group (con sede negli Stati Uniti) e Natural Evolution (con sede in Australia).

## Benefici ambientali ed economici
La produzione di farina di banane è stata offerta come soluzione agli alti tassi di rifiuti tra le colture di banane sia dai ricercatori che dai funzionari di vari paesi. Molte banane verdi non mature vengono abbattute e buttate via come non adatte alla vendita o all'esportazione. Queste banane verdi sono ancora adatte alla produzione di farina di banane e, se utilizzate a questo scopo, ridurrebbero significativamente gli sprechi nella produzione di banane. In questo modo, i produttori di banane saranno in grado di ottenere maggiori profitti dalle loro colture, l'impatto ambientale di tali colture sarebbe ridotto e la produzione alimentare mondiale aumenterebbe, così come verrebbe ora utilizzato un alimento un tempo sprecato. I funzionari cileni hanno iniziato la produzione di una farina di banane eccessivamente mature, composta da bucce di banane eccessivamente mature e da frutti di banane eccessivamente maturi. Questo riduce gli sprechi utilizzando le banane tipicamente buttate via quando non vendute o accidentalmente sovramature, che possono arrivare fino al 20% delle banane immesse sul mercato. In questo modo, la farina di banane può ridurre gli sprechi su entrambi i lati della produzione di banane.

## Problematiche di produzione
La produzione di banane è stata a lungo associata allo sfruttamento dei lavoratori poveri nei paesi del terzo mondo. La produzione di farina di banane è naturalmente e strettamente connessa a queste preoccupazioni, poiché alcuni consumatori si preoccupano di dove vengono acquistate le banane che entrano nella loro farina. Tuttavia, molti grandi produttori di banane hanno recentemente accettato pratiche commerciali equo e solidali, che hanno dimostrato di aumentare il benessere dei lavoratori.